# مصطفی شایسته
مصطفی شایسته (زاده ۲۰ فروردین ۱۳۳۷ - تهران) کارگردان و تهیه‌کننده اهل ایران است.

## فیلم‌شناسی

### کارگردان
- خرچنگ (۱۴۰۲)
- قلهک (۱۴۰۱)
- خبر خاصی نیست (۱۳۹۳)
- من همسرش هستم (۱۳۹۰)

### تهیه‌کننده
- قلهک (۱۴۰۱)
- امتحان نهایی (۱۳۹۴)
- پدیده (۱۳۹۵)
- ۵۰ کیلو آلبالو (۱۳۹۴)
- بی‌پولی (۱۳۸۶)
- در شهر خبری نیست، هست (۱۳۸۶)
- کنعان (۱۳۸۶)
- کافه ستاره (۱۳۸۳)
- ابر و آفتاب (۱۳۷۵)
- رؤیای نیمه شب تابستان (۱۳۷۳)